# Нделе
Нделе — город в Центральноафриканской Республике, административный центр префектуры Баминги-Бангоран и одной из её двух субпрефектур. Население — 27 071 чел. (2021).
В городе есть аэропорт. Западнее раскинулся национальный парк Баминги-Бангоран.
10 декабря 2012 года, в ходе Гражданской войны в ЦАР город был занят отрядами повстанцев.

## География и климат
Город расположен на севере страны, чуть более чем в 80 км от границы с Чадом. Расстояние до столицы страны, Банги, примерно составляет 504 км (по прямой; по автодороге — от 580 до 630 км).
| Показатель                                                        | Янв. | Фев. | Март | Апр. | Май | Июнь | Июль | Авг. | Сен. | Окт. | Нояб. | Дек. | Год  |
| ----------------------------------------------------------------- | ---- | ---- | ---- | ---- | --- | ---- | ---- | ---- | ---- | ---- | ----- | ---- | ---- |
| Абсолютный максимум, °C                                           | 42   | 40   | 42   | 40   | 37  | 34   | 35   | 34   | 36   | 37   | 40    | 40   | 42   |
| Средний суточный максимум, °C                                     | 36   | 36   | 37   | 36   | 33  | 31   | 29   | 29   | 30   | 31   | 33    | 35   | 33   |
| Средняя температура, °C                                           | 28   | 28   | 29   | 29   | 27  | 26   | 24   | 24   | 25   | 25   | 25    | 26   | 28   |
| Средний суточный минимум, °C                                      | 20   | 20   | 22   | 22   | 22  | 21   | 20   | 20   | 20   | 20   | 18    | 18   | 20   |
| Абсолютный минимум, °C                                            | 16   | 14   | 17   | 18   | 18  | 18   | 18   | 18   | 18   | 17   | 15    | 14   | 14   |
| Норма осадков, мм                                                 | 0    | 0    | 30   | 40   | 130 | 130  | 190  | 250  | 250  | 170  | 10    | 0    | 1250 |
| Источник: http://www.weatherbase.com/weather/weather.php3?s=45646 |      |      |      |      |     |      |      |      |      |      |       |      |      |

## Население
Численность населения города стабильно растёт: если в 2000 году здесь проживало 10 700 человек, а в 2003 — 10 750, то в 2013 — 13 705.

## Достопримечательности
В городе сохранились остатки фортификационного сооружения, построенного во второй половине XIX века по приказу султана Мохаммеда аль-Санусси. 11 апреля 2006 года это сооружение, а также пещеры Кага-Кпунгуву были включены в предварительный список всемирного наследия ЮНЕСКО.